# Il postino (ópera)
Il postino es una ópera en tres actos compuesta por Daniel Catán, estrenada en Los Ángeles el 23 de septiembre de 2010.

## Argumento
La acción se desarrolla en una pequeña isla italiana hacia el año 1950. Mario Ruopplo es un amable hombre joven que vive en un pueblo de pescadores italiano. Como consecuencia de una enfermedad se ve imposibilitado de ejercer la pesca y se dedica al oficio de cartero. El debe entregar las cartas del famoso poeta Pablo Neruda que se ha exiliado en ese puesto por sus ideas comunistas. Después de cierto tiempo ambos se vuelve amigos. Mario se enamora de una mujer del pueblo llamada Beatrice Russo, quien trabaja en el único café del pueblo. Mario, ignorante de como conquistarla, le pide ayuda a Neruda de enseñarle a comunicarse por medio de metáforas. Al poco tiempo, Mario comienza a desarrollar su talento de poeta con la esperanza de conquistar a Beatrice.
Cuando que Mario y Beatrice deciden casarse llega la noticia de que Neruda y su mujer Matilde pueden regresar a Chile. Algunos meses más tarde, Mario realiza una grabación de los sonidos de la isla para mandársela a Neruda, incluyendo además una grabación del latir del corazón de su hijo aún no nato. Algunos años después, Neruda regresa a la isla y encuentra a Beatrice y a su hijo en el mismo café en que ella trabajaba cuando el poeta vivía en aquel lugar. Ella le cuenta que Mario fue asesinado poco tiempo antes del nacimiento de su hijo durante una manifestación comunista. Mario había sido seleccionado para leer la poesía de Neruda a las masas pero la policía atacó a la multitud antes de que él pudiera llegar al escenario. Beatrice le entrega una carta a Neruda que Mario le escribió antes de morir.

### Libreto
El libreto fue escrito por el mismo Daniel Catán basándose en la novela Ardiente paciencia de Antonio Skármeta y en la película Il Postino (1994), que ganó un Óscar a la mejor banda sonora.

### Música
Al respecto del estreno la crítica especializada escribió:

Desde el punto de vista musical, la orquestación de Il Postino es armoniosa y grata para escuchar, porque si bien se trata de un compositor contemporáneo, Catán no renuncia al estilo romántico y musical de componer operas en el estilo tradicional, en el que se percibe la influencia de compositores como: Puccini, Strauss o Debussy, y que hábilmente fusionó con novedosas ritmos provenientes de la música contemporánea, la folclórica, incluso latina y  caribeña. Además, su admiración por la voz, hace que sus personajes cuenten con recitativos, arias, dúos etc. Frente a la orquesta, Grant Gershon, segundo director del teatro, condujo con mano segura y precisa, logrando resaltar los momentos más sutiles y líricos de la partitura, así como los de tensión, cuando fue necesario.
        Revista L'Orfeo (http://www.lorfeo.org/3aEd/3a/Indice/indice.html) Diciembre 2010)

## Datos históricos

### Reparto del estreno
| Papel             | Tesitura    | Estreno Mundial 23 de septiembre de 2010 Dorothy Chandler Pavilion, Los Ángeles Coro y orquesta del Teatro de la ópera de Los Ángeles Dirección: Grant Gershon Dirección de escena Ron Daniels Escenografía y vestuario: Riccardo Hernández |
| ----------------- | ----------- | --- |
| Pablo Neruda      | tenor       | Plácido Domingo |
| Mario Ruoppolo    | tenor       | Charles Castronovo |
| Beatrice Russo    | soprano     | Amanda Squitieri |
| Giorgio           | barítono    | Vladimir Chernov |
| Matilde Neruda    | soprano     | Cristina Gallardo-Domas |
| Donna Rosa        | mezzosprano | Nancy Fabiola Herrera |
| Di Cosimo         | barítono    | José Adán Pérez |
| La voz de Antonio | barítono    | José Adán Pérez |
| El padre de Mario | s/d         | Gabriel Lautaro Osuna |
| Sacerdote         | tenor       | Christopher Gillett |

### Recepción
Se hicieron 6 representaciones en Los Ángeles entre el 23 de septiembre y el 16 de octubre de 2010. La producción original se llevó a Viena, Austria en diciembre del mismo año, donde se representó en el Theater an der Wien. En junio de 2011 se hizo lo propio en el Théâtre du Châtelet de París, Francia. Los tres teatros participaron en la producción, y contaron con la presencia de Domingo y de Gallardo-Domâs.
Il postino ha tenido las siguientes producciones:
- 23.09.2010: Dorothy Chandler Pavilion, Los Ángeles, EE. UU., estreno mundial
- 02.10.2010: Los Ángeles, California
- 09.12.2010: Theater an der Wien, Viena
- 08,04.2011: University of Houston, Director: Brett Mitchell, conductor
- 27.10.2012: Festival Internacional Cervantino, Guanajuato, México
- 01.01.2011: Center City Opera Theater, Philadelphia, PA; Dirección: Andrew Kurtz
- 13.10.2011: Estreno en México: Palacio de Bellas Artes .
- 09.07.2012: Teatro Municipal de Santiago (Santiago de Chile), 3 representaciones, del 9 al 14 de julio de 2012. Con los intérpretes del estreno mundial: Domingo, Gallardo-Domâs, Castronovo, Squitieri, Herrera, bajo la dirección de Grant Gershon.
- 17.07.2013: Teatro Real de Madrid. Orquesta Sinfónica de Madrid dirigida por Pablo Heras-Casado, conductor
- 09.05. 2014: Nueva York, Mannes College New School for Music, dirección de Joseph Colaneri, conductor